# Šťáva zakázaného ovoce
Šťáva zakázaného ovoce (anglicky: Juice of Forbidden Fruit) je americká pijácká píseň z druhé poloviny 19. století, oblíbená hlavně mezi zlatokopy v polárních oblastech. Ve svých knihách ji cituje Jack London coby hymnu aljašských starousedlíků (nazývaných ve starší české literatuře také severníci nebo kvasáci, podle kyselých bochánků z kváskového těsta – v originále sourdoughs – které byly jejich hlavní potravou) vymezujících se proti přílivu chekakos, nezkušených hledačů rychlého zbohatnutí.

## Text
Píseň zní v originále takto:
"There's Henry Ward Beecher

And Sunday-school teachers,

All drink of the sassafras root; 

But you bet all the same, 

If it had its right name, 

It's the juice of the forbidden fruit."
"A pije to rád vikář,

i farníci si zvykaj

pít sasafras na vánoce!

Jenže marná sláva,

spíš to bude šťáva

zakázanýho ovoce!"
Český překlad Vladimíra Svobody v knize Mezi zlatokopy (Svoboda, Praha 1988):

## Vysvětlení
Henry Ward Beecher (1813-1887) byl kongregacionalistický duchovní a vůdčí postava amerického protialkoholního hnutí. Byl to svérázný náboženský reformátor a charizmatický řečník, nazývaný "Shakespearem kazatelny", ale také radikální odpůrce otrokářství, bratr spisovatelky Harriet Beecher Stoweové, autorky světoznámé Chaloupky strýčka Toma; proslavil se tím, že když se Kansas stal novým státem Unie a propukly prudké spory, jestli v něm má být povoleno otrokářství, nakoupil na vlastní náklady pušky pro kansaské abolicionisty, těmto zbraním se pak říkalo "Beecherovy Bible".
Sasafras lékařský (Sassafras officinale) je severoamerická vavřínovitá rostlina, z jejíhož kořene se vařil čaj proti nachlazení, v 19. století velmi oblíbený pro svoji příjemnou vůni. Moderní medicína jeho užívání nedoporučuje pro vedlejší účinky: halucinogenní a zřejmě také karcinogenní.
Odvar ze sasafrasu se dříve používal bez valného úspěchu k léčení pohlavních chorob. Píseň naráží na skutečnost, že Henry Ward Beecher, ač navenek hlásal askezi (v jednom kázání pravil: "Člověk nemůže být bez chleba, ale komu nestačí chléb a voda, ten si vůbec nezaslouží žít"), byl aktérem četných milostných afér – tedy nikoli každý, kdo pije místo whisky sasafras, je nutně bezúhonný člověk.